# Harry Potter i Czara Ognia (powieść)
Harry Potter i Czara Ognia (ang. Harry Potter and the Goblet of Fire) – czwarta część cyklu powieści J.K. Rowling o przygodach Harry’ego Pottera.

## Fabuła
Po odkryciu przez Harry’ego oraz jego przyjaciół prawdy o Syriuszu Blacku i ujawnieniu kto był prawdziwym zdrajcą jego rodziców, zaczęły się wakacje.
Lord Voldemort, dzięki opiece swojego dawnego sługi, Petera „Glizdogona” Pettigrew, odzyskał szczątkowy organizm i przestał być półżywą marą. Razem opuścili Albanię i teraz przebywali w dawnym domu Riddle’ów, gdzie 50 lat wcześniej Voldemort zabił swego ojca i dziadków. Teraz obmyślił intrygę, dzięki której miał odzyskać swoje ciało i pełnię mocy. Musiał mieć tylko swojego szpiega w Hogwarcie, podczas trwania Turnieju Trójmagicznego.
Tymczasem Harry Potter spędził część wakacji u rodziny Weasleyów i udał się z nimi na mistrzostwa świata w quidditchu. Po zwycięstwie irlandzkiej drużyny, skryci pod maskami śmierciożercy – dawni zwolennicy Voldemorta, ci na wolności – zaatakowali obóz czarodziejów. Rozpierzchli się, gdy na niebie pojawił się Mroczny Znak. Był to symbol śmierciożerców za czasów działalności ich pana, utworzony dzięki różdżce skradzionej głównemu bohaterowi. Po czternastu latach spokoju, wzbudził on najprawdziwszą panikę i grozę w osobach zgromadzonych na mistrzostwach czarodziejów.
Dla trzech znanych bohaterów zaczął się czwarty rok. Natomiast Hogwart zorganizował Turniej Trójmagiczny dla dwóch pozostałych szkół magii, Durmstrangu i Beauxbatons. Każda szkoła mogła mieć jednego reprezentanta powyżej 17. roku życia (magicznie pełnoletniego), czyli z 7. klasy. Ochotnicy mieli wrzucić swe imię i nazwę szkoły do Czary Ognia, która zapalała się tylko przed Turniejem. Ta wyrzuciła jednak cztery, a nie trzy imiona. Czwartym był właśnie Harry Potter, który teraz musiał wziąć udział we wszystkich trzech, śmiertelnie niebezpiecznych zadaniach. Nagrodą za to była wieczna chwała, złoty puchar i 1000 galeonów, czyli najwyższej czarodziejskiej jednostki walutowej.
Harry’emu zaczął pomagać w tym niezmiernie trudnym zadaniu tajemniczy i dziwaczny kolejny nauczyciel obrony przed czarną magią – Alastor „Szalonooki” Moody. Był on aurorem, najlepiej wyszkolonym czarodziejem przeznaczonym do walki m.in. ze śmierciożercami. Harry dzięki niemu wygrał konkurs, ale też spotkał się oko w oko z odrodzonym Czarnym Panem.

## Kontrowersje wokół rozdziału „Ciało, krew i kość”
Harry Potter i Czara Ognia jest jedną z bardziej kontrowersyjnych powieści w serii z powodu rozdziału „Ciało, krew i kość”, gdzie na cmentarzu Glizdogon ożywia Voldemorta za pomocą zaklęć:

Kości ojca dana nieświadomie odnów swego syna. (...) Ciało sługi dane z ochotą ożyw swego pana. (...) Krwi wroga odebrana siłą wskrześ swego przeciwnika.

Formuła ta została uznana za pro-satanistyczną, namawiającą do wzywania szatana – argumentowali przeciwnicy serii Harry Potter, a także Kościół, który mówił, że może zachęcać do wywoływania demonów, a w konsekwencji opętania. Dodatkowej oliwy do ognia dolewał fakt, że te słowa w polskiej edycji padają na stronie oznaczonej numerem 666 – znanym jako Liczba Bestii. Potteromaniacy tłumaczyli, że to tylko fikcja i że to nie może odbyć się w rzeczywistości.